# Tátogó kökörcsin
A tátogó kökörcsin (Pulsatilla patens) a boglárkafélék (Ranunculaceae) családjába tartozó növényfaj. Magyarországon fokozottan védett.

## Élőhelye
A száraz gyepek, gyéres cserjések növénye. Mész- és melegkedvelő.

## Jellemzői
Virágai ékes-ibolyaszínűek. A virágkocsányon hüvelyesen összenőtt sokcsúcsú fellevélörv található. A virágok általában felállóak, a párta harang alakú, nyitott. Levelei ujjasan osztottak, a virágzás idején még csak a kifejlődés szakaszában vannak. Magassága 5-40 centiméter.
Virágzása március és április között van.
|  |